# Parque Floreasca
El Parque Floreasca es un parque situado en Bucarest, en Calea Floreasca, Sector 1. El bulevar Mircea Eliade lo separa del lago Floreasca.
El Parque Floreasca fue diseñado entre  1961 y 1963, en el sitio donde se ubicaba el «pozo de Floreasca» (Groapa Floreasca)
En 1960 se construyó en el parque la Pista Floreasca.

## Historia
«Groapa Floreasca» era un barrio pobre del Bucarest de entreguerras, sórdido, parcialmente electrificado, lleno de basura y habitado por muchos ocupantes ilegales.
En 1953, se organizó el IV Festival Mundial de la Juventud y los Estudiantes en Bucharest, Rumania. Muchas de las manifestaciones iban a tener lugar en la Sala Floresca, ubicada frente a Groapa Floreasca. Como este barrio era en realidad un gueto gitano de Bucarest, que de ninguna manera reflejaba la «supremacía del socialismo», fue rodeado con una valla de tablas de dos metros de alto para ocultarlo de los ojos de los extranjeros.
El 4 de octubre de 1960, la Decisión del Consejo de Ministros de la República Popular Rumana núm. 1446/4. X.1960 sobre «...establecimiento de medidas relativas a la rehabilitación del barrio denominado Groapa Floreasca en la ciudad de Bucarest» fue firmada por Chivu Stoica, presidente del Consejo de Ministros de la República Popular Rumana.
La decisión dispuso que todos los edificios del barrio «Groapa Floreasca» serían demolidos para crear un parque. La reubicación de los residentes y la demolición de los edificios debían completarse hasta el 20 de octubre de 1960.
Para ello, el Comité Ejecutivo del Consejo Popular de la Capital debía trasladar a los inquilinos de los edificios de este barrio, asegurando su alojamiento con las siguientes condiciones:
- a) Todas las familias cuyo jefe de familia se desempeñe en el ámbito laboral, como empleado de una empresa, institución u otra organización socialista o como miembro de una cooperativa artesanal, serán trasladados a una vivienda adecuada, en la Capital y, en la medida de lo posible, en los distritos donde trabajan;
- b) Todas las familias de pensionados serán trasladadas a la Capital en viviendas adecuadas, independientemente del distrito;
- c) Los ancianos que vivan sin familia, sin poder trabajar o valerse por sí mismos, serán hospitalizados en Hogares de Ancianos;
- d) Las familias, cuyos sustentadores no estén clasificados como empleados o cooperadores que vivan en el expediente, aunque se clasifique formalmente a un miembro de la respectiva familia, temporalmente, los que vivan del transporte por cuenta propia o del comercio ambulante no autorizado., se trasladará a localidades de la región de Bucarest. Su alojamiento y colocación en el campo de trabajo será realizado por el Comité Ejecutivo del Consejo Popular de la región de Bucarest. Estos residentes recibirán vales para la compra de maíz en el plazo de un año a partir de la fecha de su mudanza.

Por Decreto núm. 64/1962 del Consejo de Estado de la República Popular Rumana, los terrenos con una superficie de 55.578,34 metros cuadrados, ubicados en la zona «Groapa Floreasca», fueron expropiados y pasaron a ser propiedad del Estado.

## Situación actual
A partir de 1989, el terreno del Parque Floreasca donde se ubicaba la pista de patinaje y las instalaciones correspondientes pasó a ser propiedad privada de la empresa IAPIT Divertis SA, antigua empresa de Ocio y Productos Industriales para el Turismo, que construyó, antes de 1989, todos los equipamientos e instalaciones de ocio presentes y actuales en los parques de Rumanía. Después de la privatización, junto con los activos (los terrenos), pasó a ser propiedad de Omar Hayssam. Actualmente funciona un restaurante en lugar de la pista de hielo, inaugurado el 16 de julio de 2009, bajo el nombre de Club White. Después de que la pista estuvo cerrada durante casi 4 años, en 2009 el nuevo propietario la volvió a poner en funcionamiento. Tiene una superficie de 1800 m² y se enfría con ayuda de una instalación ecológica. Durante el verano, la superficie se utiliza como terraza del restaurante.
En el parque Floreasca también hay algunas esculturas realizadas por George Apostu, Ion Vlasiu y Victor Roman.

## Modernización
Inicialmente, el parque fue diseñado con un vasto césped central, de forma casi circular, salpicado a los lados por raros grupos de árboles y arbustos de diversas esencias.
En 2008, el Parque Floreasca pasó a manos de la Administración de Lagos, Parques y Recreación de Bucarest y lo remodeló por completo. Las obras consistieron en restaurar los callejones, plantar árboles y setos, colocar un parque infantil en el lugar del antiguo césped y crear el sistema de iluminación nocturna.
En la entrada del Polideportivo Floreasca se instaló un enorme reloj floral. 